# Igre Commonwealtha
Igre Commonwealtha su višenacionalni, višešportski događaj. Održavaju se u vremenskim razmacima kao i Olimpijske igre, svake četiri godine.

Na njimu sudjeluju športaši iz zemalja članica Britanske zajednice naroda (na eng. Commonwealtha). 

Prosječna nazočnost je oko 5 tisuća športaša po igrama.

Krovna organizacija ovih igara je Federacija Igara Commonwealtha (eng. Commonwealth Games Federation, kratica: CGF).
Prve Igre su bile održane pod imenom "Igre Britanskog Carstva" (eng. British Empire Games) 1930. u kanadskom Hamiltonu. 

Ime ovih igara je promijenjeno u "Igre Britanskog Carstva i Commonwealtha" (eng. British Empire and Commonwealth Games) 1954., zatim u "Igre Britanskog Commonwealtha" (eng. British Commonwealth Games) 1970., a današnje ime su poprimile 1974. godine.
Na ovim igrama se održavaju športska natjecanja u brojnim olimpijskim športovima , ali i u športovima koji nikad nisu bili na Olimpijskim igrama, kao što su  "lawn bowls", ragbi 7 i "netball".
Danas (stanje koncem rujna 2007.) ima 53 članice Commonwealtha i 71 sastav sudjeluje na Igrama. 

Četiri utemeljiteljice su Ujedinjeno Kraljevstvo — Engleska, Škotska, Wales i Sjeverna Irska - šalju zasebne sastave na Igre, a svoje vlastite sastave šalju i britanske krunske ovisne zemlje Guernsey, Jersey i Otok Man te brojni britanski prekomorski teritoriji . 

Australski vanjski teritorij Norfolk također ima svoj vlastiti sastav, kao i Kukovi Otoci i Niue, dvije nesuverene države u slobodnom savezu s Novim Zelandom.
Samo je šest saveza sudjelovalo na svim igrama: Australija, Kanada, Engleska, Novi Zeland, Škotska i Wales.

## Korijeni
Zastavu Igara Britanskog Carstva je 1930. darovala kanadski savez Igara Britanskog Carstva (eng. British Empire Games Association of Canada). Godine i mjesta održavanja su dodavana sve do Igara 1950., kada se ovaj športski događaj se preimenovalo u "Igre Britanskog Carstva i Commonwealtha", a zastava je sukladno tome, umirovljena.
Organiziranje ovog športskog događaja, koji bi zbližio članice Britanskog Carstva, je predložio Astley Cooper 1891., kada je napisao članak u The Timesu. Ondje je predložio "svebritansko-sveameričko natjecanje i festival svake četiri godine kao sredstvo povećanja dobre volje i dobrog razumijevanja Britanskog Carstva".
1911., "Festival Carstva" je održan u Londonu u čast okrunjenja kralja Jurja V. Kao dio festivala, održana su unutarcarstvena prvenstva između momčadi iz Australije, Kanade, Južne Afrike i Ujedinjenog Kraljevstva. Momčadi su se natjecale u športskim disciplinama kao što su boks, hrvanje, plivanje i atletika.
1928. se zamolilo Kanađanina Melville Marks (Bobby) Robinson da organizira prve Igre Britanskog Carstva. Iste su održane dvije godine potom u Kanadi, u gradu Hamiltonu, u pokrajini Ontario.

## Tradicije ceremonija otvaranja
- Od 1930. do 1950., paradu nacija je predvodio jedan nositelj zastave koji je nosio zastavu Ujedinjenog Kraljevstva, t.zv. "Union Flag", simbolizirajući britansku vodeću ulogu u Britanskom Carstvu

- Od 1958., trči se "Put kraljičina štapa" (vidi en:Queen's Baton Relay), kojim športaši nose štap od Buckinghamske palače do mjesta ceremonije otvaranja Igara. U ovom štapu se nalazi Kraljičina pozdravna poruka športašima. Posljednji nosač štapa u nizu je obično slavna športska osoba zemlje domaćina.

- Sve nacije marširaju u mimohodu športaša sudionika prema abecedi engleskog jezika. Prva u mimohodu je zemlja domaćin prethodnih igara, a zemlja domaćin je zadnja u mimohodu. 2006. su zemlje išle u mimohodu po abecednom redu zemljopisnih područja.

- Na stadionima su razvijene tri zastave na stupovima, prigodom ceremonija dodjele odličjâ: zastava prijašnjeg domaćina, sadašnjeg domaćina i buduće zemlje domaćina.

- Vojska je mnogo aktivnija prigodom ceremonije otvaranja nego na Olimpijskim igrama, radi davanja počasti britanskoj vojnoj tradiciji starog Carstva.

## Bojkoti
Igre Britanske zajednice naroda su kao i Olimpijske igre doživljavale bojkote. 

Primjerice, Nigerija je bojkotirala Igre 1978. u znak prosvjeda zbog novozelandskih športskih sveza s Južnoafričkom Republikom, u kojoj je onda bio na vlasti sustav apartheida. 

32 od 59 mogućih zemalja sudionica iz Afrike, Azije i Kariba su bojkotirali Igre 1986. zbog stavova vlade Thatcher po pitanjima športskih kontakata s JAR-om. 

Prijetnje bojkotima su postojale i za Igre 1974., 1982. i 1990., sve zbog apartheidske politike Južne Afrike.

## Izdanja

### Igre Britanskog Carstva
- 1930. - Hamilton, Ontario, Kanada
- 1934. - London, Engleska
- 1938. - Sydney, Novi Južni Wales, Australija
- 1950. - Auckland, Novi Zeland

### Igre Britanskog Carstva i Commonwealtha
- 1954. - Vancouver, Britanska Kolumbija, Kanada
- 1958. - Cardiff, Wales
- 1962. - Perth, Zapadna Australija, Australija
- 1966. - Kingston, Jamajka

### Igre Britanskog Commonwealtha
- 1970. - Edinburgh, Škotska
- 1974. - Christchurch, Novi Zeland

### Igre Commonwealtha
- 1978. - Edmonton, Alberta, Kanada
- 1982. - Brisbane, Queensland, Australija
- 1986. - Edinburgh, Škotska
- 1990. - Auckland, Novi Zeland
- 1994. - Victoria, Britanska Kolumbija, Kanada
- 1998. - Kuala Lumpur, Malezija
- 2002. - Manchester, England
- 2006. - Melbourne, Victoria, Australija
- 2010. - Delhi, Indija
- 2014. - Glasgow, Škotska
- 2018. - Gold Coast, Australija
- 2022. - Birmingham, Engleska

### Kandidati za domaćina zaIgre Commonwealtha 2014.
- Abuja, Nigerija
- Glasgow, Škotska

### Mogući kandidati za Igre Commonwealtha 2018.
- Hobart, Tasmanija, Australija
- Gold Coast, Queensland, Australija
- Christchurch, Novi Zeland   Arhivirana inačica izvorne stranice od 30. rujna 2007. (Wayback Machine)
- Durban, Južnoafrička Republika   Arhivirana inačica izvorne stranice od 19. veljače 2021. (Wayback Machine)
- Hamilton, Ontario, Kanada   Arhivirana inačica izvorne stranice od 27. rujna 2007. (Wayback Machine)
- Karachi, Pakistan [nedostaje izvor]
- Lusaka, Zambija [nedostaje izvor]
- Sheffield, Engleska [nedostaje izvor]
- Toronto, Ontario, Kanada [nedostaje izvor]
- Wellington, Novi Zeland [nedostaje izvor]

## Popis država i ovisnih zemalja sudionica

### Države/ovisne zemlje koje su se natjecale
| - Aden1 1962. - Angvila 1982., 1998.— - Antigva i Barbuda 1966.–1970., 1978., 1994.— - Australija 1930.— - Bahami 1954.–1970., 1978.–1982., 1990.— - Bangladeš 1978., 1990.— - Barbados 1954.–1966., 1970.–1982., 1990.— - Belize 1978., 1994.— - Bermudi 1930.–1938., 1954.–1982., 1990.— - Bocvana 1974., 1982.— - Britanska Gvajana2 1930.–1938., 1954.–1962. - Britanski Honduras3 1962.–1966. - Britanski Djevičanski Otoci 1990.— - Brunej 1958., 1990.— - Kamerun 1998.— - Kanada 1930.— - Kajmanski Otoci 1978.— - Cejlon 4 1938.–1950., 1958.–1970. - Cookovo Otočje 1974.–1978., 1986.— - Cipar 1978.–1982., 1990.— - Dominika 1958.–1962., 1970., 1994.— - Engleska 1930.— - Falklandski Otoci 1982.— - Fidži 1938., 1954.–1986., 1998.— - Gambija 1970.–1982., 1990.— - Gana 1958.–1982., 1990.— - Gibraltar 1958.— - Zlatna obala5 1954. - Grenada 1970.–1974., 1994.— - Guernsey 1970.— - Gvajana 1966.–1970., 1978.–1982., 1990.— - Hong Kong6 1934., 1954.–1962., 1970.–1994. - Indija 1934.–1938., 1954.–1958., 1966.–1982., 1990.— - Irska7 1930. - Irska Slobodna Država7 1934. - Otok Man 1958.— - Jamajka 1934., 1954.–1982., 1990.— - Jersey 1958.— - Kenija 1954.–1982., 1990.— - Kiribati 1998.— - Lesoto 1974.— | - Malavi12 1970.— - Malajska Federacija8 1950., 1958.–1962. - Malezija 1966.–1982., 1990.— - Maldivi 1986.— - Malta 1958.–1962., 1970., 1982.— - Mauricijus 1958., 1966.–1982., 1990.— - Montserrat 1994.— - Mozambik 1998.— - Namibija 1994.— - Nauru 1990.— - Dominion Newfoundland9 1930.–1934. - Novi Zeland 1930.— - Nigerija 1950.–1958., 1966.–1974., 1982., 1990.–1994., 2002.— - Niue 2002.— - Norfolk 1986.— - Sjeverni Borneo 8 1958.–1962. - Sjeverna Irska7 1934.–1938., 1954.— - Sjeverna Rodezija10 1954. - Pakistan 1954.–1970., 1990.— - Papua Nova Gvineja 1962.–1982., 1990.— - Rodezija11 1934.–1950. - Rodezija i Nyasaland10 1958.–1962. - Sveta Helena 1982., 1998.— - Sveti Kristofor i Nevis (Sveti Kristofor-Nevis-Angvila 1978.), 1990.— - Sveta Lucija 1962., 1970., 1978., 1994.— - Sveti Vincent i Grenadini 1958., 1966.–1978., 1994.— - Samoa Samoa i Zapadna Samoa 1974.— - Škotska 1930.— - Sejšeli 1990.— - Sijera Leone 1966.–1970., 1978., 1990.— - Singapur8 1958.— - Solomonski Otoci 1982., 1990.— - JAR 1930.–1958., 1994.— - Južnoarabijska Federacija1 1966. - Južna Rodezija10 1954. - Šri Lanka 1974.–1982., 1990.— - Esvatini 1970.— - Tanganjika13 1962. - Tanzanija 1966.–1982., 1990.— - Tonga 1974., 1982., 1990.— - Trinidad i Tobago 1934.–1982., 1990.— - Otoci Turks i Caicos 1978., 1998.— - Tuvalu 1998.— - Uganda 1954.–1982., 1990.— - Vanuatu 1982.— - Wales 1930.— - Zambija12 1970.–1982., 1990.— - Zimbabve12,14 1982., 1990.–2002. |

Napomene:
1: Aden je postao Južna Arabija, koja je napustila Britansku zajednicu naroda 1968.

2: Postala je Gvajanom 1966.

3: Postala je Belizeom 1973.

4: Postala je Šri Lankom 1972.

5: Postala je Ganom 1957.

6: Napustio je Brit. zajednicu naroda kada je predan Kini 1997.

7: Irsku je bila predstavljana kao Irska Slobodna Država i Sjeverna Irska 1934.  Irska Slobodna Država, napustila je Britansku zajednicu naroda kao Republika Irska 1. siječnja 1949.

8: Malaja, Sjeverni Borneo, Sarawak i Singapur su se udružili u malešku federaciju 1963.  Singapur je napustio federaciju 1965.

9: Pridružila se Kanadi 1949.

10: Južna Rodezija i Sjeverna Rodezija su se udružile s Nyasalandom od 1953. u tvorevinu Rodezija i Nyasaland, koja je postojala do 1963.

11: Podijelila se na Južnu Rodeziju i Sjevernu Rodeziju 1953.

12: Natjecala se od 1958.–1962. kao dijelom Rodezije i Nyasalanda.

13: Otok Zanzibar i Tanganjika su se udružili u Tanzaniju 1964.

14: Povukao se iz Britanske zajednice naroda 2003.

### Članice koje dosad nisu slale svoje sastave
Činjenica da vrlo malo ovisnih zemalja i naroda još nisu sudjelovali na ovim Igrama je dokaz popularnosti ovog natjecanja u zemljama Britanske zajednice naroda.

- Tokelau bi trebao biti sudionikom 2010. u Delhiju.
- Cornwall (vidi i CCGA) je CGF-u dao prijavu
- Sjeverni Cipar je CGF-u dao prijavu
- Pitkern - njegovo malobrojno stanovništvo (48, po stanju iz ožujka 2007.) zasad sprječava ih u natjecanjima.
- Božićni Otok je od onih koji se nisu prijavili, a imaju pravo na to
- Kokosovi Otoci je od onih koji se nisu prijavili, a imaju pravo na to
- Ruanda je država koja se prijavila za članstvo u Britanskoj zajednici naroda, te je za očekivati njihova sudjelovanja na ovom športskom natjecanju
- Jemen je država koja se prijavila za članstvo u Britanskoj zajednici naroda, te je za očekivati njihova sudjelovanja na ovom športskom natjecanju

## Popis športova na Igrama Commonwealtha
Trenutna pravila da ne smije biti manje niti više od 15 športova u programu Igara. Postoji popis središnjih športova, koji su obvezni i mora ih se uključiti na igre, i popis športova o čijem sudjelovanju na programu Igara odlučuje zemlja domaćin.

Zemlja domaćin može zahtijevati i uključenje još nekih skupnih športava Glavnoj skupštini CGF-a, kao što je primjerice melbourneški organizacijski odbor učinio s košarkom za Igre 2006.
Trenutno, jezgreni športovi su atletika, vodeni športovi (plivanje, ronjenje i sinkronizirano plivanje), "lawn bowls", netball (za žene) i ragbi 7 (za muške). Ovi športovi su jezgra sve do Igara 2014.
Popis odobrenih športova sadrži i streličarstvo, badminton, biljar i snooker, boks, kanu, biciklizam, mačevanje, gimnastiku, džudo, veslanje, streljaštvo, skvoš, stolni tenis, tenis, kuglanje (10 čunja), triatlon, dizanje utega, hrvanje i jedrenje. Neki od ovih su dijelom programa, dok ostali, kao što su biljar i jedrenje, još nisu prošli potvrdnu proceduru do kraja.
CGF je 2002. uveo nagradu "David Dixon" za športaša koji je ostvario izvanredni nastup na Igrama.
Postoje i zahtjevi da su uključe i športska natjecanja za hendikepirane športaše ("Elite athletes with a Disability", EAD). To je učinjeno na Igrama 2002.
18. studenoga 2006. su tenis i streličarstvo dodani na popis športova koji će biti na Igrama 2010. u New Delhiju, čime se ukupan broj športova povećao na 17. Biljar i snooker su uzeti u razmatranje, ali nisu prihvaćeni.

### Trenutni športovi
Godine u zagradama kazuju kada je odnosni šport se prvi put pojavio na ovim Igrama.
- atletika (muški: 1930.—, žene: 1934.—)
- badminton (1966.—) (vidi i badminton na Igrama Commonwealtha)
- dizanje utega (1950.—)
- boks (1930.—)
- biciklizam (1934.—)
- gimnastika (1978., 1990—)
  - ritmička gimnastika (1994.–1998., 2006.—)
- hokej na travi (1998.—) (vidi i hokej na travi na Igrama Commonwealtha)
- košarka (2006.—)
- "lawn bowls" (1930.–1962., 1972.—)
- netball (1998.—)
- ragbi 7 (1998.—)
- skvoš (1998.—)
- stolni tenis (2002.—)
- streljaštvo (1966., 1974.—)
- triatlon (2002.—)
- vodeni športovi (1930.—)
  - plivanje
  - sinkronizirano plivanje
  - ronjenje

- natjecanja za hendikepirane športaše (2002.—)
  - atletika
  - plivanje
  - stolni tenis
  - powerlifting

### Športovi na čekanju
- džudo (1990., 2002.) (vidi i Prvenstvo Commonwealtha u džudu)
- hrvanje slobodnim načinom (1930.–1986., 1994., 2002., vraća se na program 2010.)
- kriket (1998.)
- kuglanje sa 10 čunjeva (1998.) (vidi Prvenstvo Commonwealtha u kuglanju na 10 čunjeva
- mačevanje (1950.–1970.) (vidi i Prvenstvo Commonwealtha u mačevanju
- streličarstvo (1982. probably 2010.)
- veslanje (1930., 1938.–1962., 1986.) (moguće vraćanje 2014., ako Glasgow dobije domaćinstvo)

### Športovi koji nisu nikad bili na igrama
Športovi (većinom olimpijski), koji nikad nisu bili na programu ovih Igara.
- karate - vidi i Prvenstvo Commonwealtha u karateu
- snooker
- taekwondo - vidi i Prvenstvo Commonwealtha u tae-kwon-dou
- tenis
- trke brodica
- spašavanje - vidi i Prvenstvo Commonwealtha u spašavanju
- vaterpolo

## Vanjske poveznice
- Službene stranice
- Blog  Arhivirana inačica izvorne stranice od 29. rujna 2007. (Wayback Machine)
- Zastave i grbovi Igara Commonwealtha
- The Empire Strikes Back - prijepis radijskog programa iz 2002., australska emisija o "prijateljskim igrama"
- Atletski almanah

### Službene stranice igara
- Službene stranice igara u Delhiju 2010.
- Indij i Igre Commonwealtha 2010.
- Službene stranice igara u Melbourneu 2006.
- Službene stranice igara u Manchesteru 2002.
- Službene stranice igara[neaktivna poveznica] u Kuala Lumpuru 1998.

### Službene kandidatske stranice
- Abuja 2014 Službene kandidatske stranice  Arhivirana inačica izvorne stranice od 10. siječnja 2007. (Wayback Machine)
- Glasgow 2014 Službene kandidatske stranice  Arhivirana inačica izvorne stranice od 8. studenoga 2014. (Wayback Machine)

### Stranice saveza članica
- Australski savez
- Savez Otoka Mana
- Engleska  Arhivirana inačica izvorne stranice od 23. travnja 2019. (Wayback Machine) Vijeće za Igre Commonwealtha